# آریستاگوس لاستیورتسی
آریستاگوس لاستیورتسی (انگلیسی: Aristakes Lastivertsi؛ ۱۰۰۲ – ۱۰۸۰) یک وقایع‌نگار و تاریخ‌نگار دوره قرون وسطی اهل ارمنستان بود.